# Incidente de Wal Wal

El Cuerno de África en 1934. El mapa muestra la ubicación de Walwal, donde le verificó el choque que sirvió de justificación de la invasión italiana de Abisinia/Etiopía.

El incidente de Wal Wal fue un choque armado que sucedió en Wal Wal, en la región de Ogadén del Imperio etíope entre fuerzas etíopes e italianas recientemente instaladas en el lugar. El enfrentamiento tuvo lugar el 5 de diciembre de 1934 y desembocó en la Crisis Abisinia que provocó, menos de un año más tarde, un conflicto abierto entre los dos Estados.

## Situación, desarrollo y consecuencias
Durante la década del 1930, el Gobierno etíope, inmerso en plena centralización y reforzamiento del Estado, hizo hincapié en su presencia militar en Ogadén, una región del sudeste del Imperio etíope. Paralelamente, los italianos, instalados en territorio somalí, organizaron incesantes incursiones en el territorio etíope, donde finalmente se establecieron durante ese periodo, expulsando a tropas imperiales etíopes. A comienzos del año 1934, los etíopes se aproximaron a los puestos avanzados italianos, suscitando las protestas de Roma, que consideraba que su territorio era invadido. Sin embargo, los italianos se negaban a fijar concretamente la frontera con su vecino para mantener su presencia militar en la zona. Entonces Haile Selassie envió una comisión anglo-etíope encargada de delimitar la frontera; esta llegó entre el 22 y 23 de noviembre de 1934 a Wal Wal.
Después de algunos días de tensión durante los cuales los comandantes de las dos fuerzas se confrontaron, se produjo un tiroteo el 5 de diciembre de 1934, entre las 15.30 horas y 17.30 horas. Al cabo de dos días de combates, los etíopes se retiraron ante el avance de la aviación y de los blindados italianos. Las fuerzas de Haile Selassie perdieron ciento treinta hombres, mientras que los italianos sufrieron un total de treinta muertos y cien heridos.
Italia inmediatamente responsabilizó a Etiopía; inicialmente se negó a presentar una solución a la controversia mediante arbitraje e incluso exigió una disculpa. Desde un punto de vista estrictamente legal, la reclamación carecía de sentido, puesto que Wal Wal se encontraba en territorio etíope. El caso fue presentado por Haile Selassie ante la Sociedad de Naciones que en esta crisis diplomática mostró sus límites. Durante el periodo de discusión, las dos partes se prepararon militarmente para la guerra. Paule Henze cree que después de Wal Wal, «Italia fue arrastrada por un delirio nacionalista que ahogó la voz de la precaución y los temores del fracaso», acelerando así el proceso que condujo al conflicto militar. Para Harold Marcus, la guerra pareció inevitable desde el principio de la crisis, puesto que Benito Mussolini ya había tomado una decisión clara en pro de la guerra con fines expansionistas.
El 3 de octubre de 1935, después del fracaso de todas las negociaciones y discusiones, Italia invadió Etiopía, desencadenando la segunda guerra ítalo-etíope.